# پشمک‌سران
پشمک‌سران (نام علمی: Eriocraniidae) نام یک تیره از تیره کهن‌شاپرکان است.